# Poudrerie nationale de Sevran-Livry
Pour les articles homonymes, voir Sevran-Livry.
La poudrerie de Sevran-Livry se situait dans le nord-est de l'actuelle Seine-Saint-Denis, sur les rives du canal de l'Ourcq, principalement dans les actuelles communes de Sevran et Livry-Gargan. Elle fut active de 1873 à 1973.
Elle compta jusqu'à 3 300 ouvriers, et produisit jusqu'à 28 tonnes de poudres par jour.
Depuis les années 1970, un parc forestier l'a remplacée : le Parc forestier de la Poudrerie. Il reste encore des bâtiments vestiges de l'ancienne usine dans le parc, dont un qui abrite le Musée de la Poudrerie de Sevran-Livry.

## Histoire

### 1873: création et début de la poudrerie

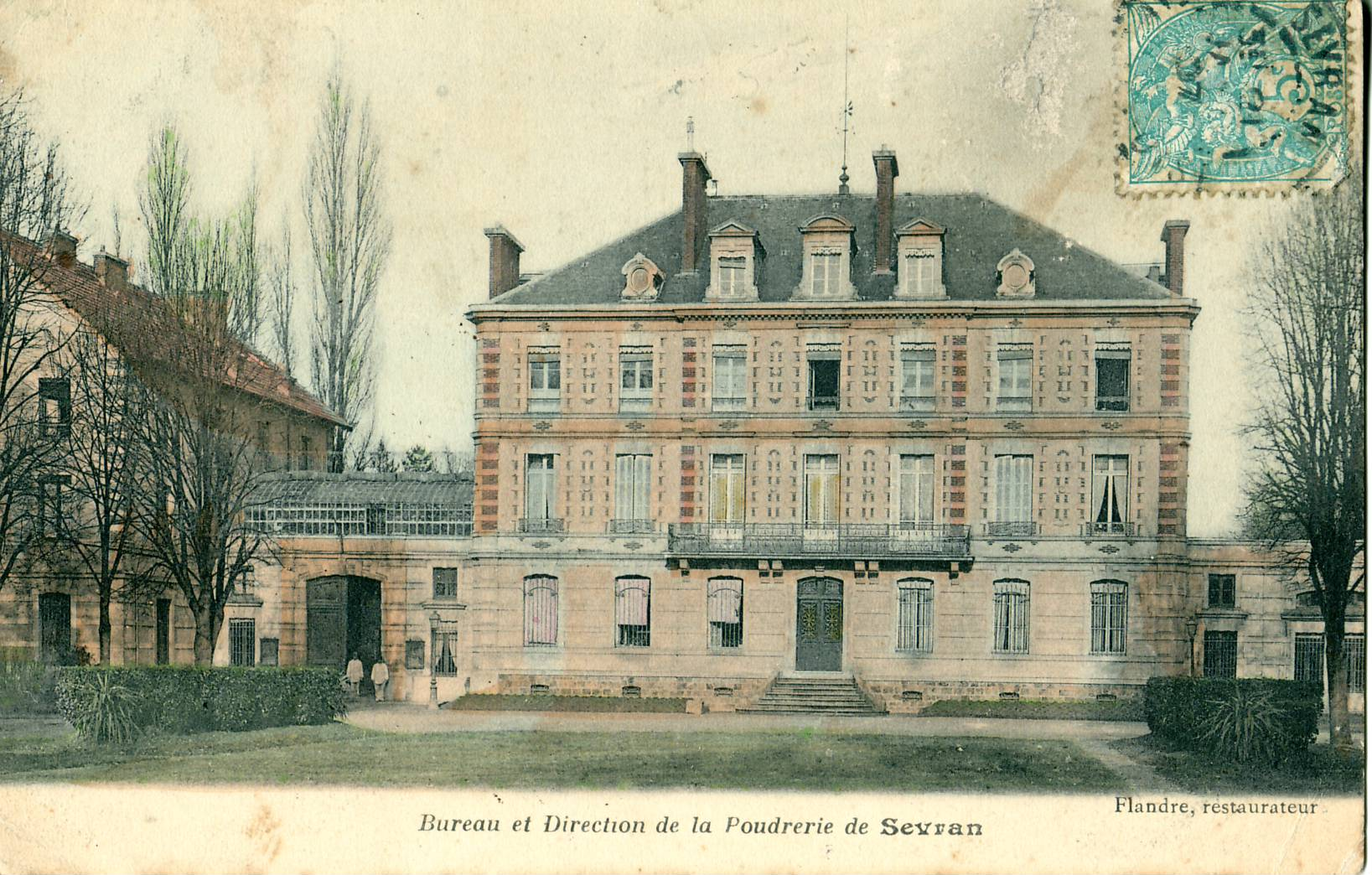
Le pavillon de direction, au début du XXe siècle.

Le 27 décembre 1865, Napoléon III signe le décret créant la poudrerie impériale de Sevran pour la fabrication des poudres de commerce, ne laissant à l'artillerie que cinq lieux de production sur la douzaine installée en France (les sept autres servant à des usages civils).
Le site de Sevran est choisi pour sa situation géographique, à proximité du canal de l'Ourcq ainsi que d'une ligne de chemin de fer, et éloigné de plus de deux kilomètres des villes de Sevran et Livry-Gargan, offrant ainsi une certaine sécurité. La construction de la poudrerie impériale débute en 1868 et se termine en 1873, après une interruption due à la guerre franco-allemande de 1870. La particularité de la poudrerie est qu'elle utilise la vapeur comme énergie motrice (au lieu de l'hydraulique), grande innovation de Gustave Maurouard, et que les bâtiments sont disposés en demi-cercle, à 110 mètres du centre du moteur,.
En 1878, la poudrerie intègre une nouvelle organisation : la commission des substances explosives (CSE). Dans les années 1880, le site devient un centre d'étude et d'essais du Service des poudres et salpêtres.
Le 30 juin 1910, une explosion accidentelle de près de deux tonnes de poudre eut lieu sur le site, ne faisant qu'un blessé léger, mais occasionnant de nombreux dégâts matériels (à la poudrerie même, la destruction totale d'un bâtiment et la destruction partielle de quelques bâtiments proches ; dans les environs, la destruction des vitres des maisons) ; la déflagration fut perçue dans un rayon de plus de vingt kilomètres.
Durant la Grande Guerre, plus de 3 200 ouvriers travaillent à la poudrerie de Sevran, encadrés par une vingtaine d'ingénieurs et d'officiers, produisant essentiellement de la poudre B. La production est alors de douze tonnes de poudre par jour. L'effectif redescend à environ 600 personnes dans les années 1920-1930.
En 1937, compte tenu de la situation internationale, la production de poudres pour l'armement est considérablement développée. La Seconde Guerre mondiale donne un nouvel élan à la poudrerie, jusqu'en mai 1940. Dès le 13 juin 1940, les Allemands occupent la manufacture. Puis ils installent, à des fins militaires, la société Firma Buck sur une partie du site. Au début de 1941, une partie du personnel peut cependant reprendre une activité dans la fabrication des poudres civiles, sous la direction de l'ingénieur en chef Louis Médard, nouveau directeur. Ces fabrications sont ensuite interdites par l'occupant. En juillet 1944, des personnels de la poudrerie, en fabriquant clandestinement des explosifs, participent activement à la Résistance. La poudrerie est libérée le 26 août 1944 par Louis Médard et son équipe.
En 1945, la poudrerie reprend la fabrication des poudres militaires et civiles et Louis Médard retrouve la direction de la poudrerie. Les années 1950 voient le succès de la poudrerie dans le domaine des cartouches de chasse. Le site retrouve son rôle dans les études et les essais d'explosifs et de poudres propulsives. Fin 1951, l'effectif, hors laboratoires, s'élève à 658 personnes.

#### Les différentes structures
Les différents bâtiments étaient éloignés les uns des autres afin d'éviter toute propagation d'une éventuelle explosion. Ils étaient reliés entre eux par des rails de chemin de fer. La composition était la suivante :
- le bâtiment central de la poudrerie (aujourd'hui reconverti en musée) ;
- le forum : trois bâtiments disposés en U ; le premier étant l'atelier de carbonisation, le second et le troisième étant des hangars de stockage ;
- la cartoucherie : bâtiment utilisé pour la fabrication des poudres noires ;
- la conciergerie : deux bâtiments encadrent l'entrée de la poudrerie. Elle abritait un cantonnement militaire et une infirmerie ;
- la presse qui était utilisée pour extruder les poudres de nitroglycérine. Aujourd'hui, il ne subsiste que le mur protégeant cette presse ;
- les merlons, buttes de terre artificielles qui parsèment le parc. Ils servaient à isoler les ateliers de fabrication, et de stockage, afin d'éviter la propagation d'explosions accidentelles[2] ;
- quatre mares recueillaient près de 120 000 mètres cubes d'eau pluviale. Elles servaient de réservoir pour éteindre les incendies[2].

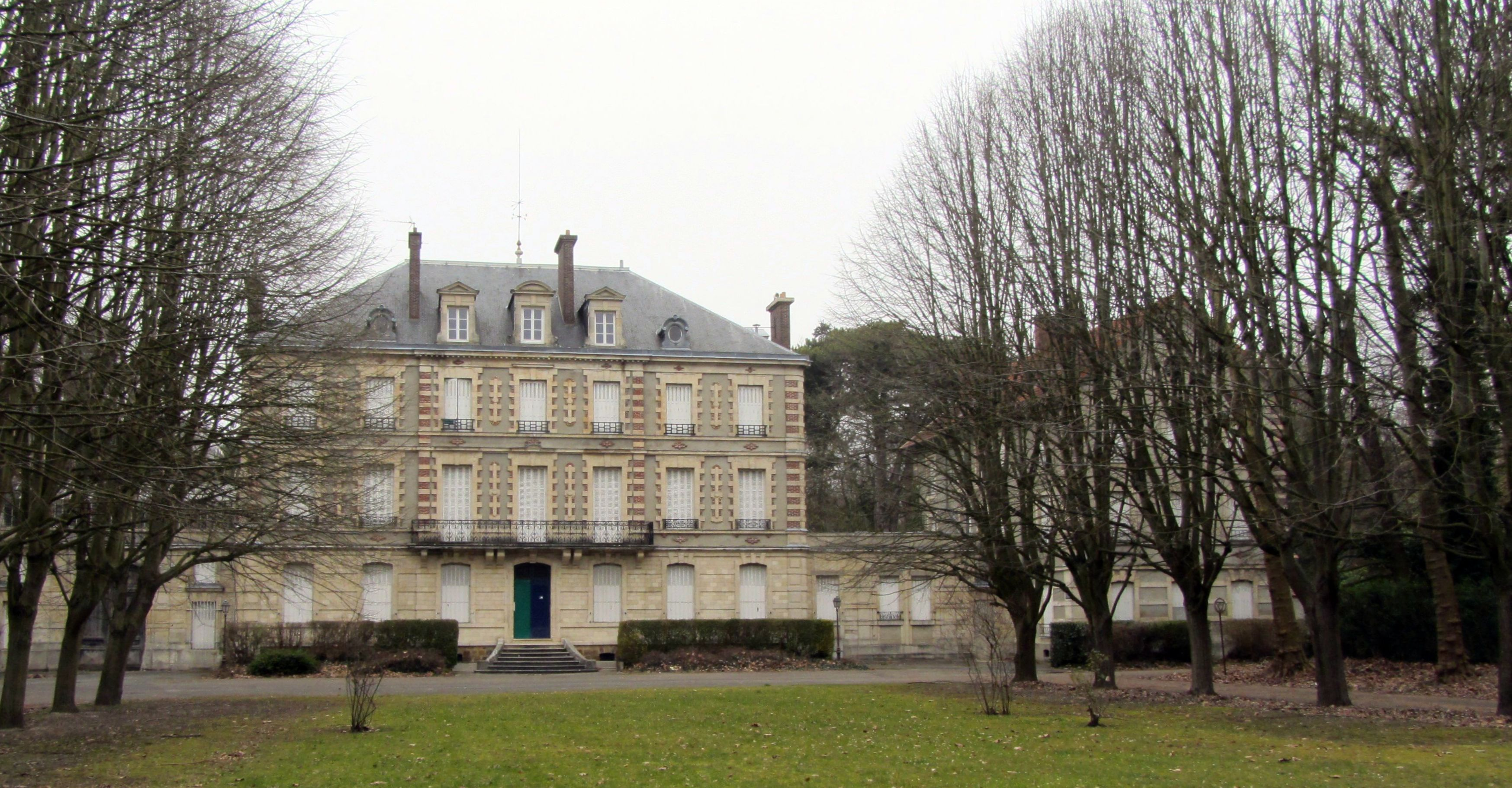
Bâtiment du musée.
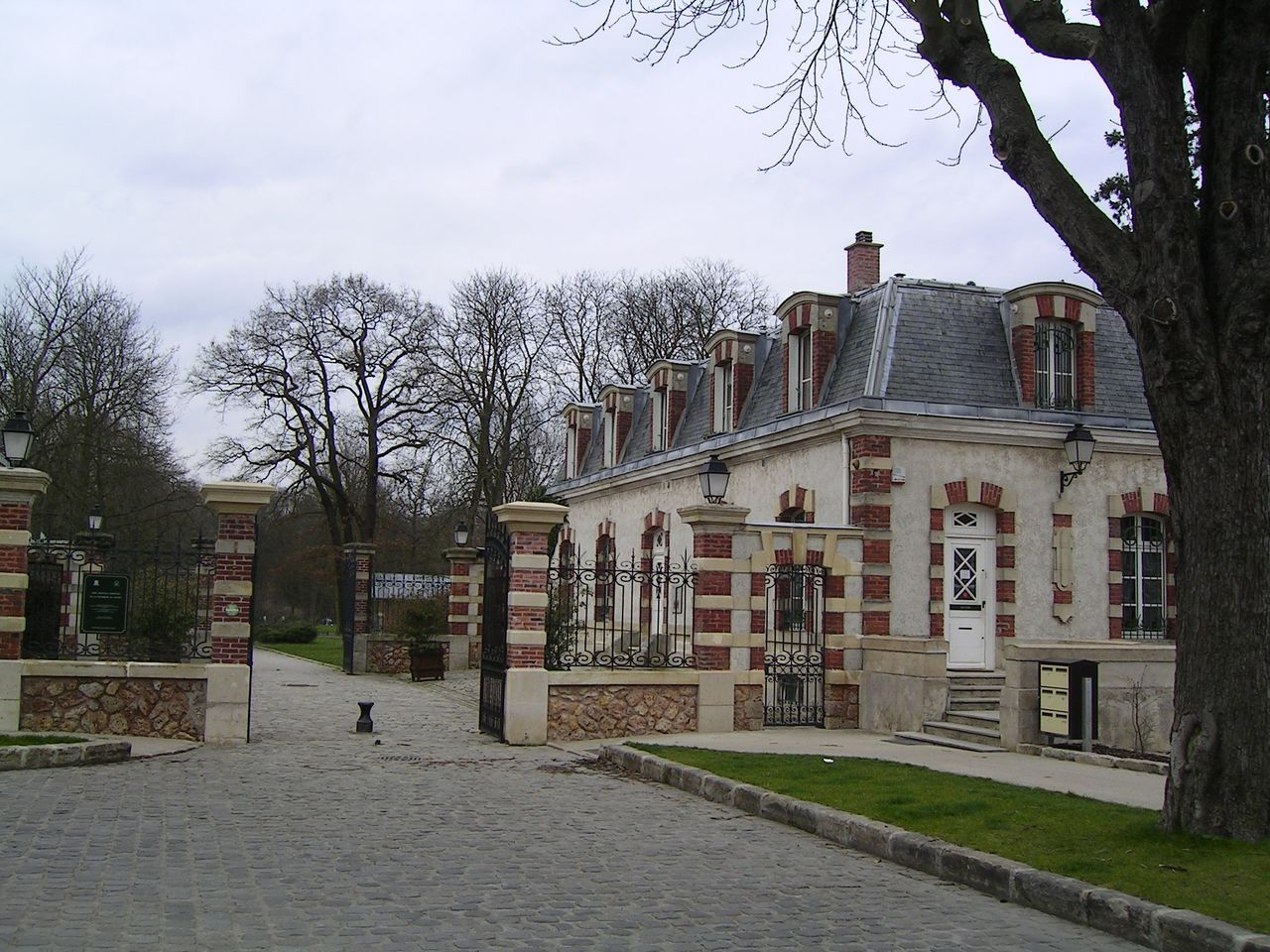
Conciergerie.
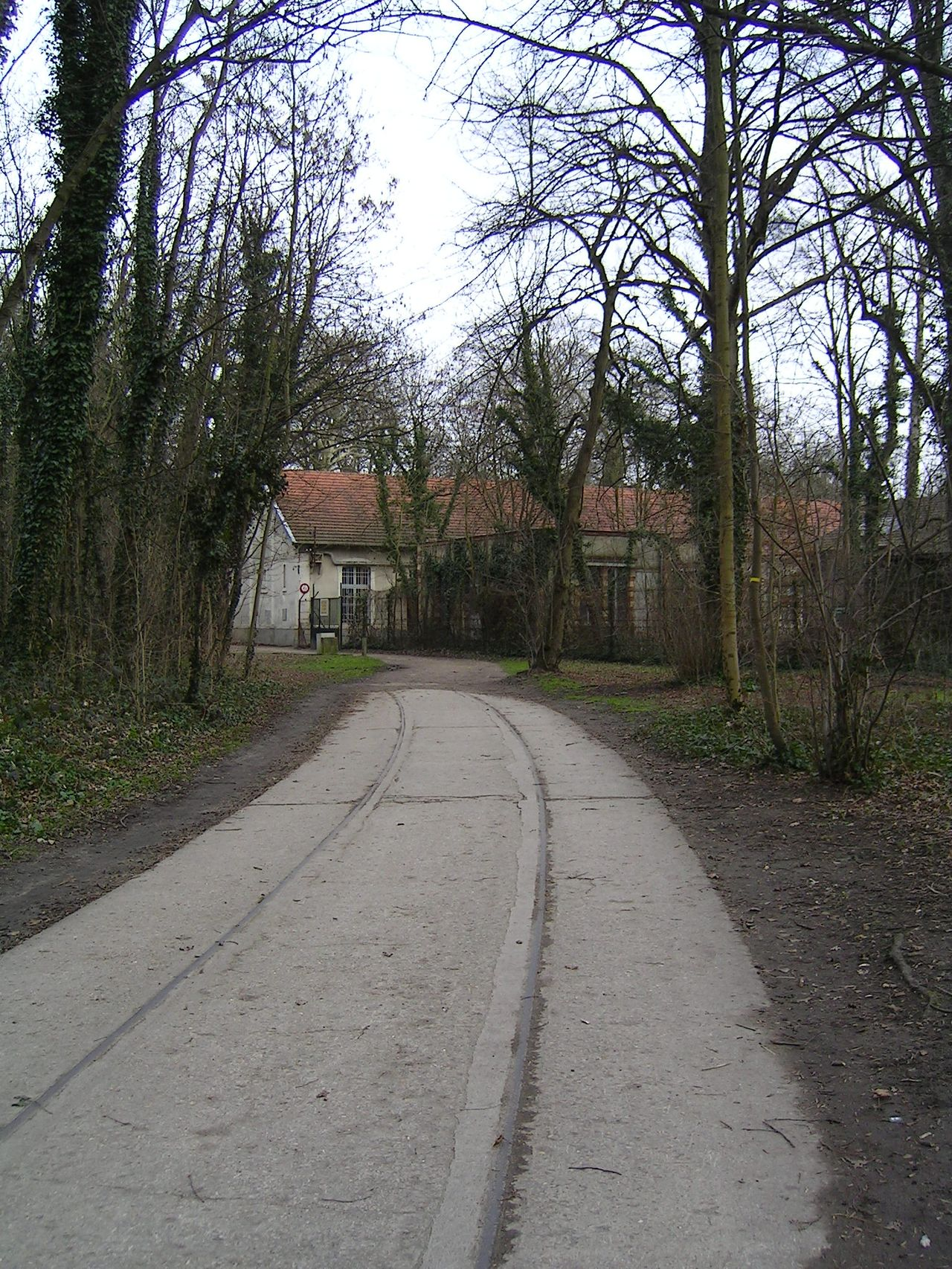
Le musée et les rails.

### 1973: fin de la poudrerie
La décision fut prise par le gouvernement français de procéder à la réforme du monopole des poudres dans le cadre du traité de Rome et d'en profiter pour restructurer l'appareil de production du Service des poudres.
Il fut décidé de fermer, entre autres, la poudrerie nationale de Sevran-Livry et de transférer les fabrications de poudres propulsives et de propergols pour moteur-fusée à Bergerac, Saint-Médard-en-Jalles et Pont-de-Buis, et les laboratoires au Centre de recherches du Bouchet (Essonne).
Les usines et les laboratoires de la poudrerie de Sevran-Livry s'arrêtèrent les uns après les autres de 1969 à 1971, à l'exception du Laboratoire de la Commission des substances explosives. Pendant cette période, l'établissement fut appelé Poudrerie et laboratoires de Sevran puis Établissement central des poudres et explosifs.
Le Laboratoire de la Commission des substances explosives ferma ses portes en 1973, soit exactement 100 ans après le démarrage de la poudrerie, son transfert eut lieu au centre d'études et de recherches des Charbonnages de France à Verneuil-en-Halatte.
Le dernier directeur de la poudrerie, René Amiable, ingénieur général des poudres, était le fondateur et conservateur du musée.
René Amiable et quelques autres personnes, dont l'historien Jean Astruc ancien président de la Société historique du Raincy et du pays d'Aulnoye, œuvrèrent pour que le territoire boisé de la poudrerie, d'une superficie de 137 ha, soit préservé.
Ils parvinrent à sauvegarder certains vestiges (bâtiments, arcs de transmission).

### 1982: musée technique des poudres d'armement

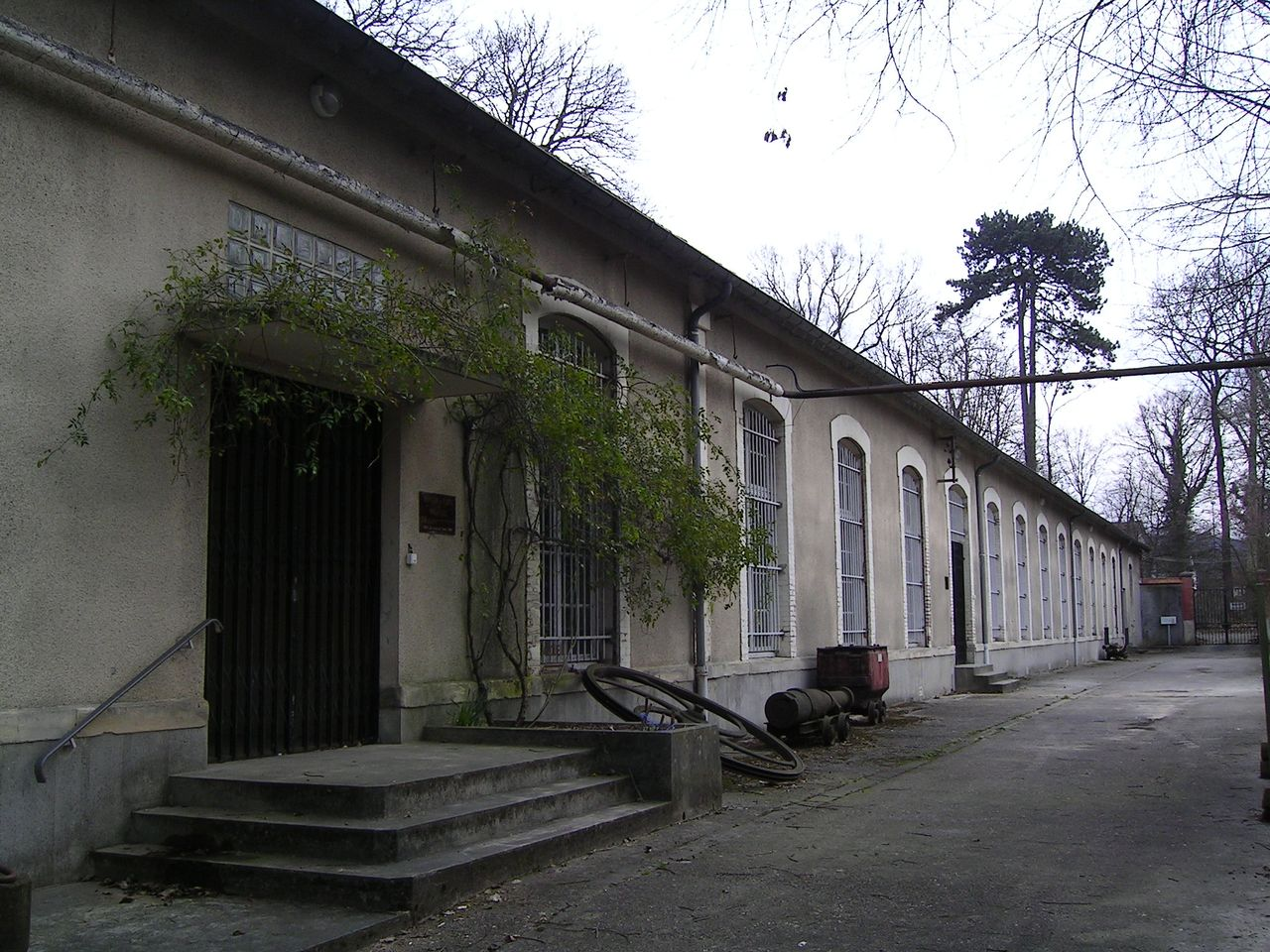
Musée de la poudrerie.

En 1982 fut créé le musée de la poudrerie, transformé en 1990 en musée technique des poudres de l'armement à l'initiative de René Amiable, Jean Astruc, Marius Bœuf et Suzanne Rigal-Herbin.
Abritées par un bâtiment conservé de l'ancienne usine, plus de dix salles témoignent de l'importance stratégique du site de Sevran : de la poudre noire aux propergols solides, en passant par les cartouches de chasse et à la poudre « B », dite poudre sans fumée inventée en 1884 par l'ingénieur Paul Vieille. Une salle est également consacrée aux ouvriers de la poudrerie.
Au fond du musée existe une salle consacrée au fort de Vaujours, situé non loin et qui dépendait à l'origine de la poudrerie.

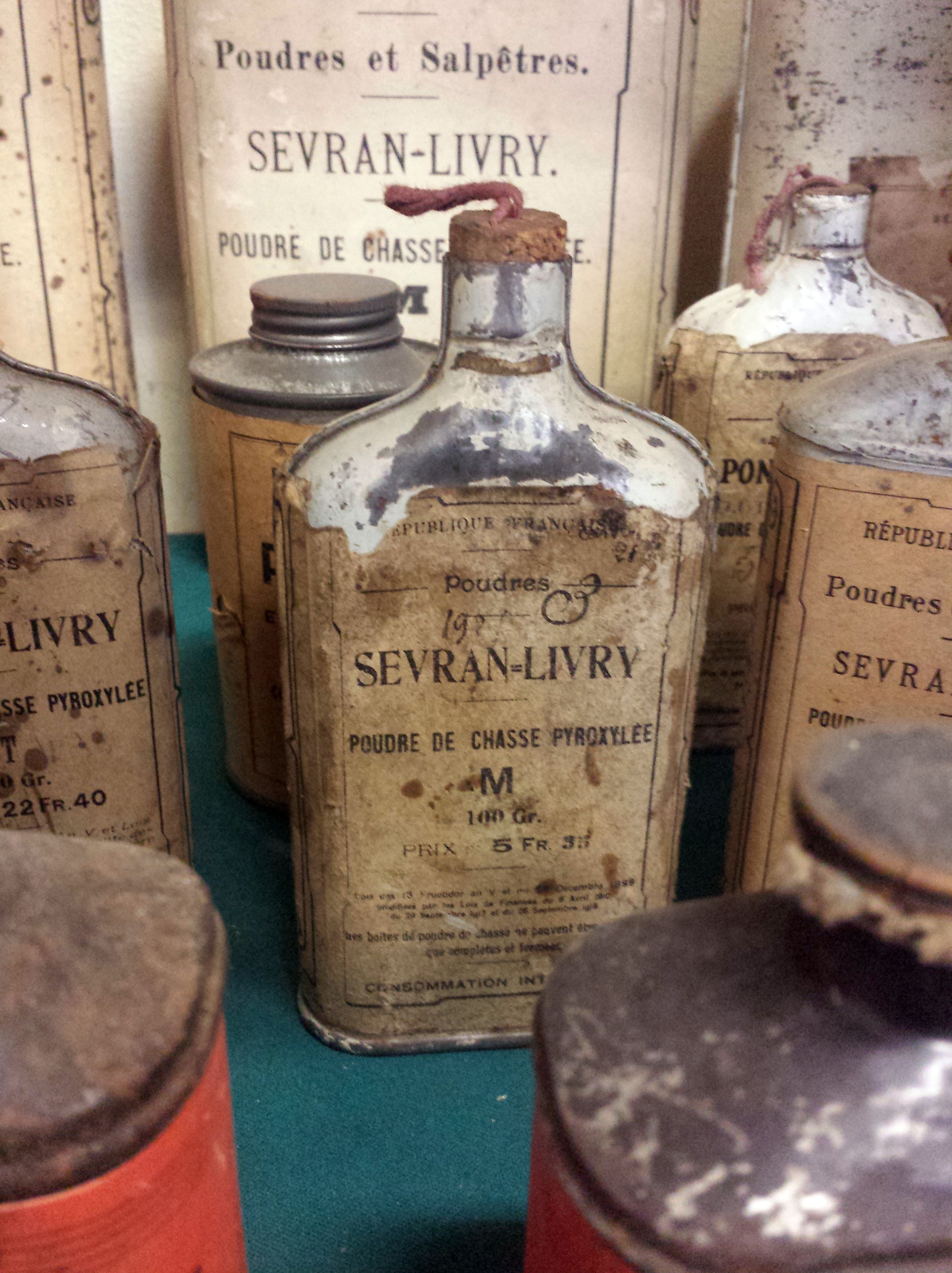
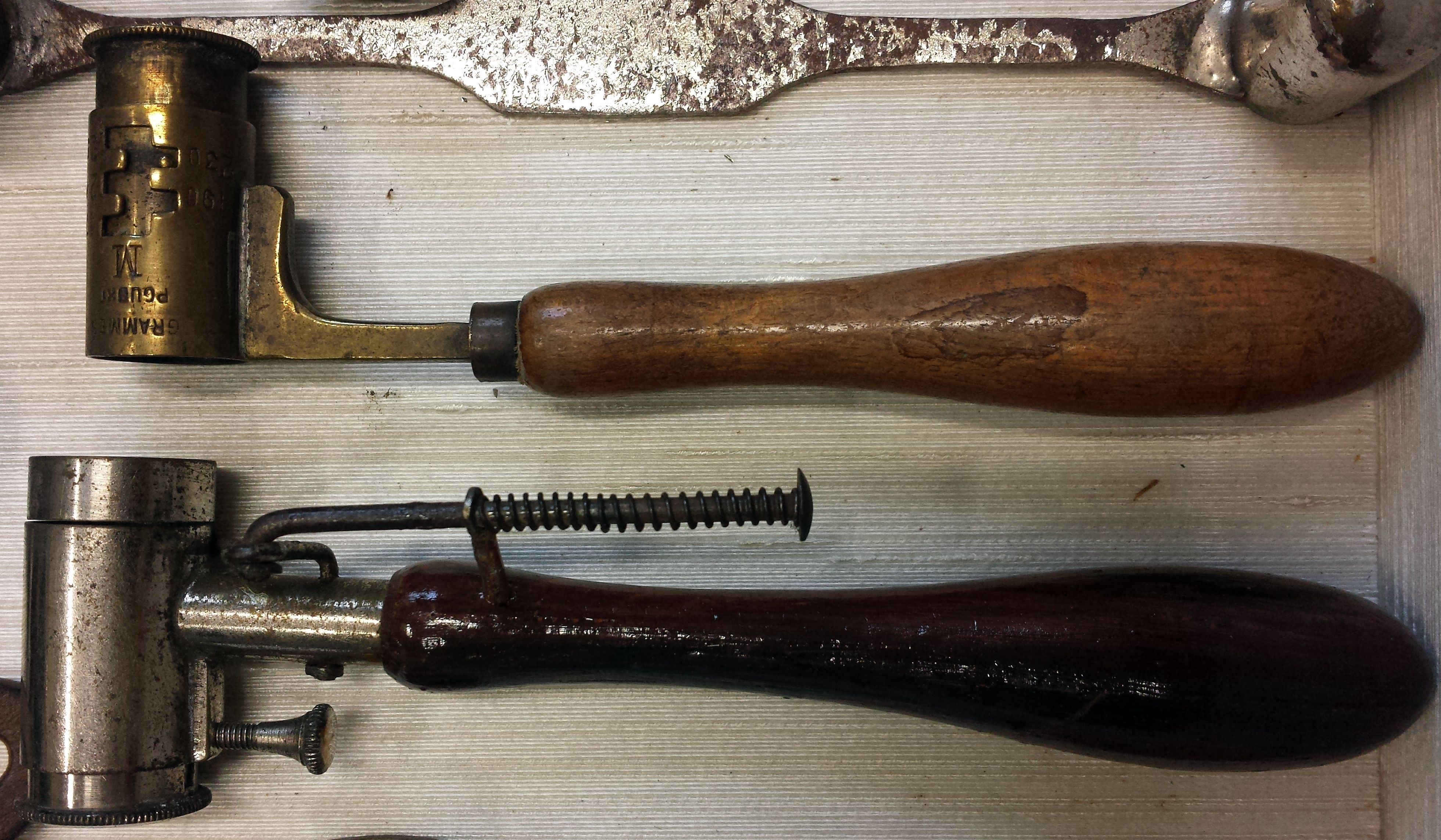
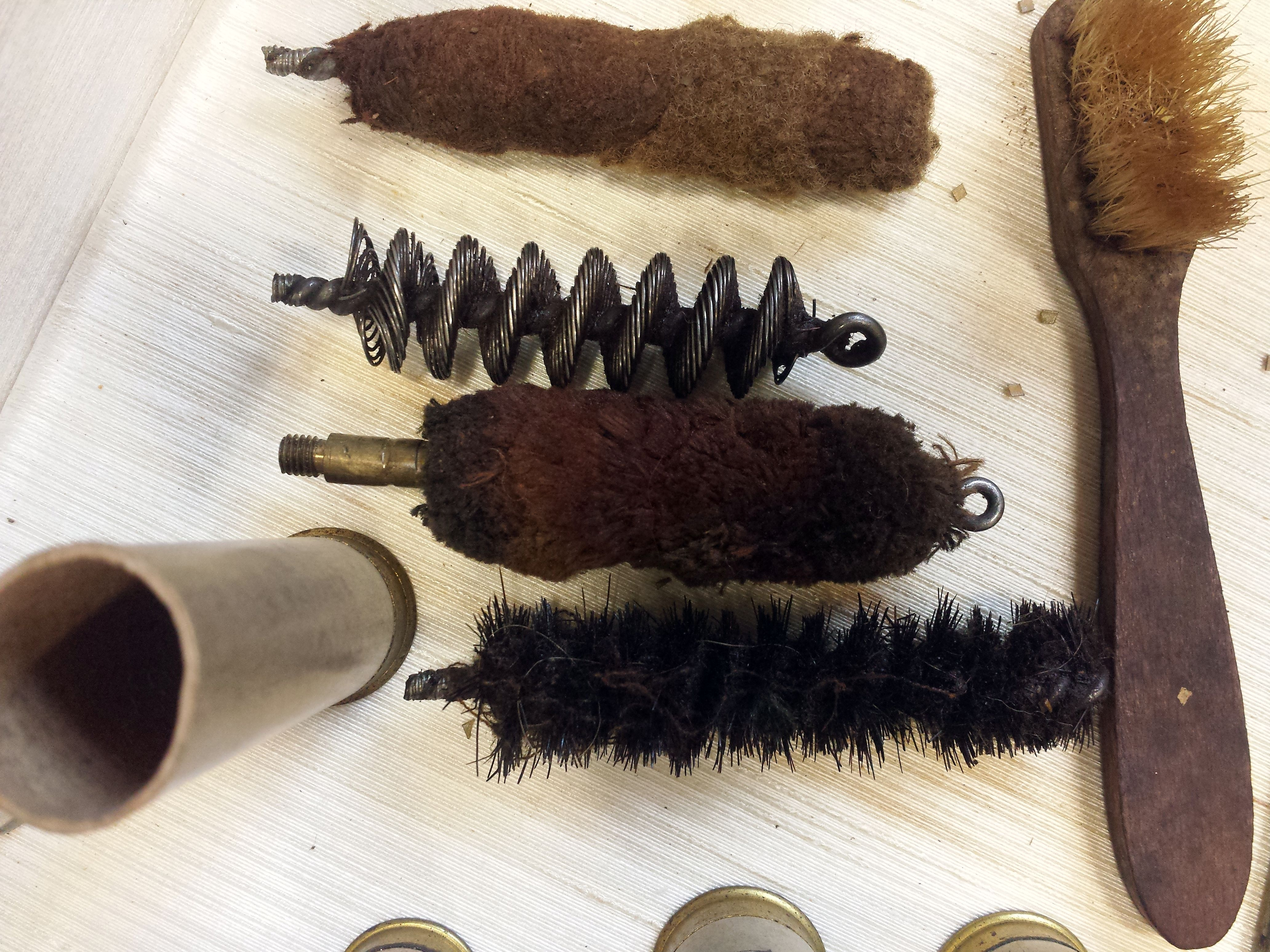
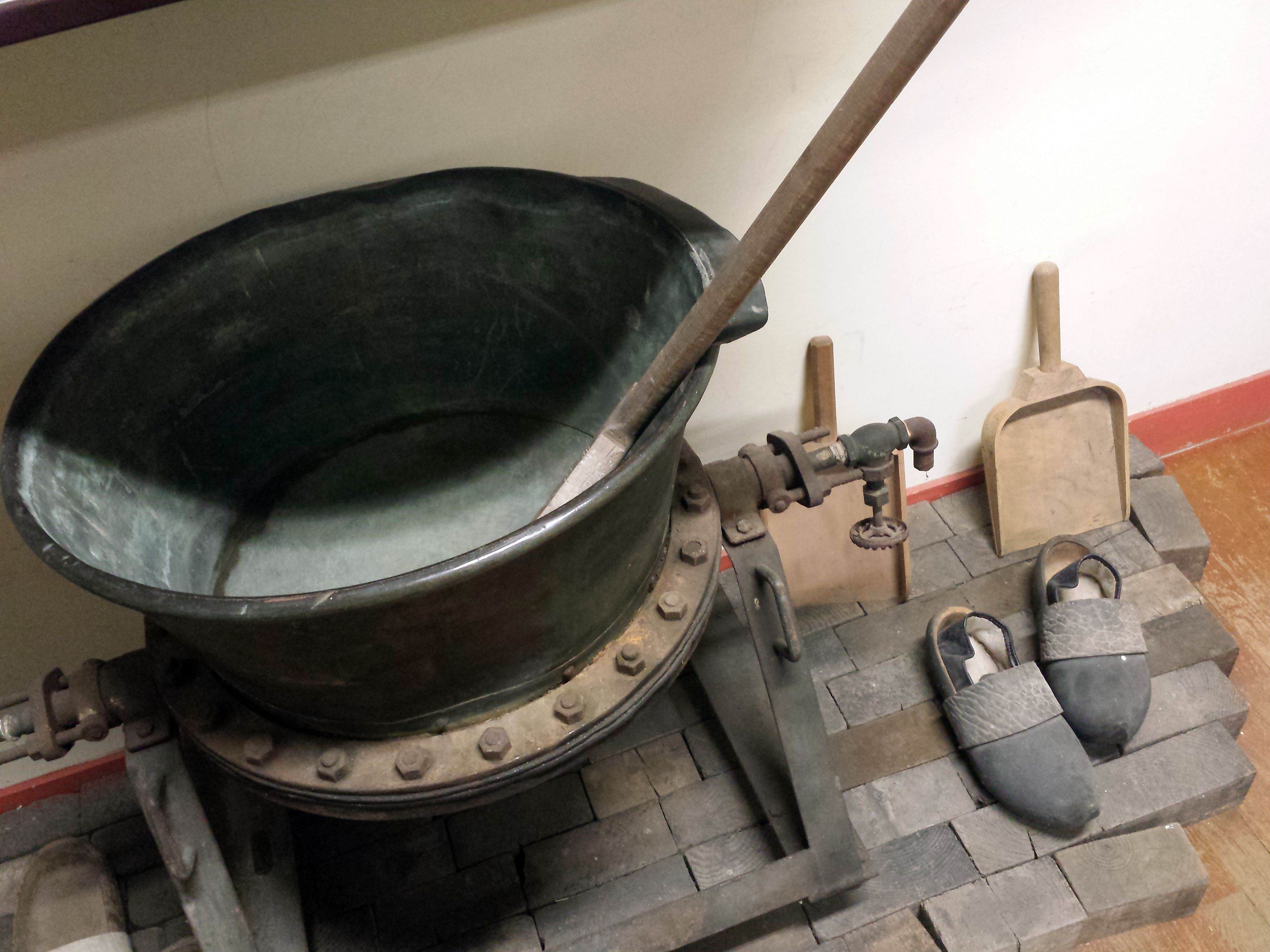
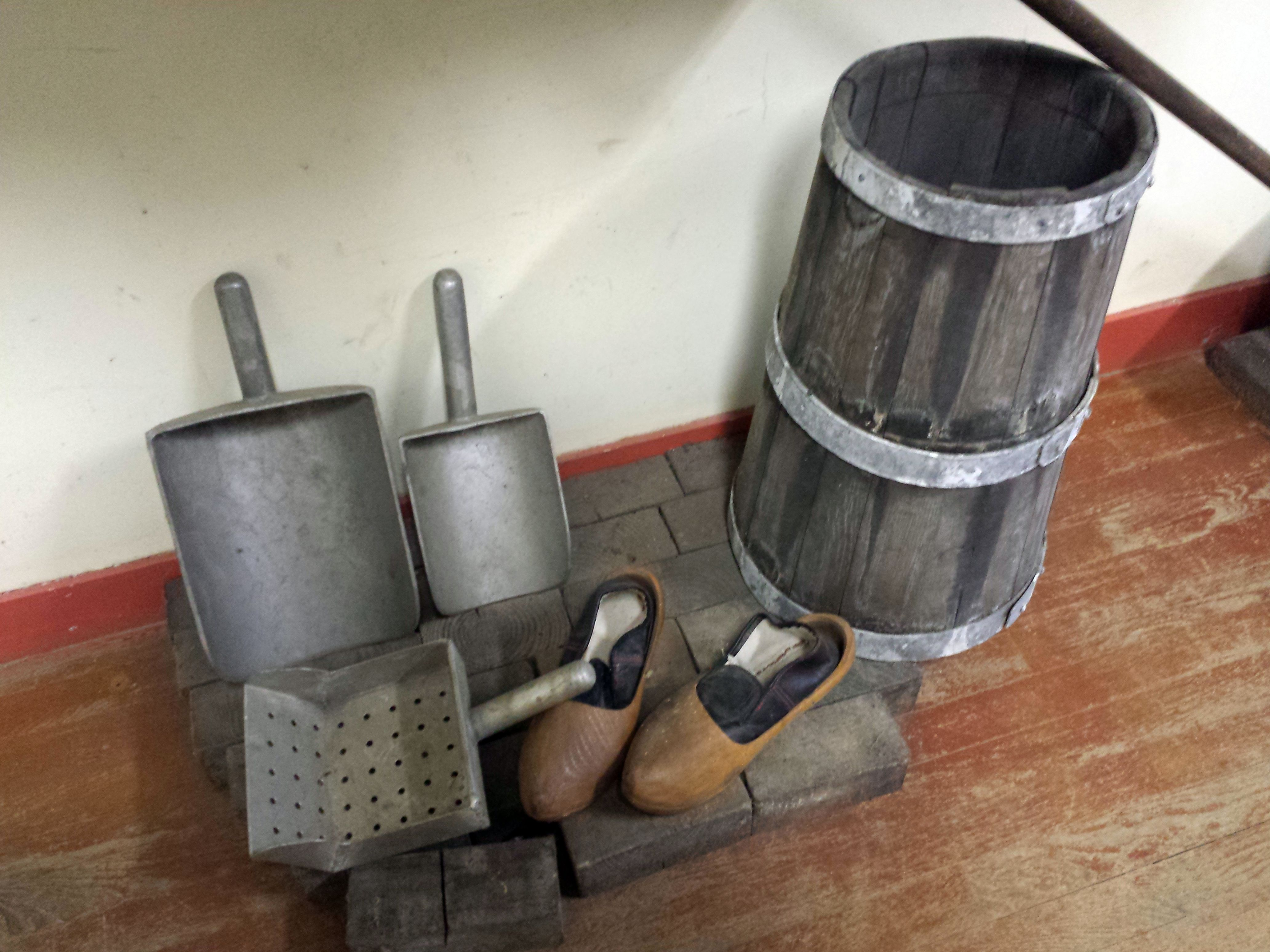
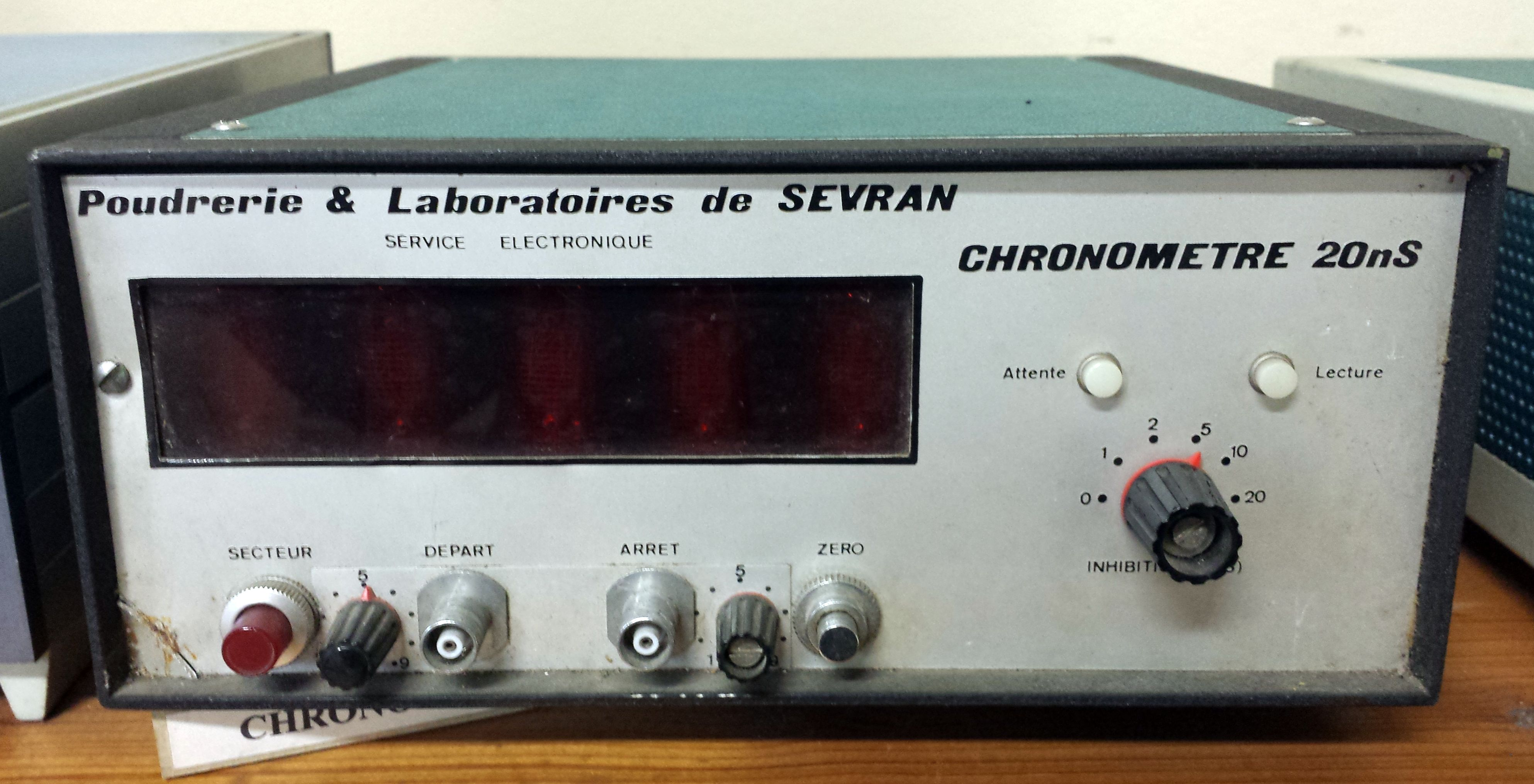

L'ensemble formé par le parc forestier de Sevran et ses abords est classé par le décret 21 avril 1994.
En 2019, l'ancienne poudrerie est choisie par la délégation départementale de la Fondation du patrimoine pour recevoir plus de 200 000 € du loto du patrimoine dans le cadre de la mission confiée à Stéphane Bern, somme allouée pour « la mise en sécurité de l'ancien magasin de stockage des poudres et de l'ancien laboratoire, ainsi que pour la rénovation d'un hangar ». En fin d'année, le département avec la Fondation du patrimoine lance un appel aux dons le 20 septembre 2019, afin de sauvegarder les bâtiments en péril dans le cadre d'une souscription publique,.

## Parc national forestier de la Poudrerie
Ce parc, longé par le canal de l'Ourcq, est l'un des plus fréquentés d'Île-de-France et s'étend sur 140 hectares. Sa forêt est composée notamment de chênes pédonculés, de charmes et de frênes. Il possède une piste cyclable, qui se prolonge hors du parc, à Sevran et vers la gare du Vert-Galant. Il est situé sur les communes de Sevran, Livry-Gargan, Vaujours et Villepinte appartenant toutes au département de Seine-Saint-Denis
.En 1996, la gestion du site est reprise par l’Agence des espaces verts de la région d'Île-de-France (AEV), ainsi que, par délégation, celles des bois des Sablons et de la Tussion, propriétés du département de la Seine-Saint-Denis. Bien que propriété du ministère de l'Écologie et du Développement durable, la gestion directe du parc de la Poudrerie a été reprise par le département de la Seine-Saint-Denis depuis le 1er janvier 2011. L'ensemble ainsi géré comprend donc le Bois de la Tussion, espace départemental de 25 hectares composé de hauts boisements et de vastes prairies. Ce dernier est actuellement fermé au public à la suite d'effondrements entraînés par des dissolutions de gypse, dans l'attente de travaux de sécurisation. Le chemin latéral donnant accès au bois des Sablons est accessible.
Depuis 2006, ce parc national forestier est classé Natura 2000.